# Rue Norvins
Rue Norvins är en gata i Quartier de Clignancourt och Quartier des Grandes-Carrières i Paris 18:e arrondissement på Montmartre. Gatan är uppkallad efter den franske politikern och författaren Jacques Marquet, baron de Montbreton de Norvins (1769–1854), som bland annat skrev Histoire de Napoléon. Rue Norvins börjar vid Place du Tertre och slutar vid Place Marcel-Aymé.

## Bilder
| - Sacré-Cœur. - Fontaine du Château d'eau de Montmartre. - Jardin Frédéric-Dard. |

## Omgivningar
- Sacré-Cœur
- Saint-Pierre de Montmartre
- Square Suzanne-Buisson
- Château des Brouillards
- Rue Girardon
- Impasse Girardon
- Fontaine du Château d'eau de Montmartre (Fontaine de l'ancien Réservoir)
- Place Marcel-Aymé
- Jardin Frédéric-Dard

## I litteraturen
I Marcel Aymés novell Le Passe-muraille fastnar huvudpersonen Dutilleul, som kan gå genom väggar, slutligen i en yttervägg vid Rue Norvins.

## Kommunikationer
- Tunnelbana – linje  – Lamarck – Caulaincourt
- Busshållplats Place du Tertre – Norvins – Paris bussnät, linje 40

### Webbkällor
- ”Rue Norvins”. Mairie de Paris. https://web.archive.org/web/20190905053347/http://www.v2asp.paris.fr/commun/v2asp/v2/nomenclature_voies/Voieactu/6764.nom.htm. Läst 30 januari 2022.
- ”Rue Norvins”. Les rues de Paris. https://web.archive.org/web/20191214102125/http://www.parisrues.com/rues18/paris-18-rue-norvins.html. Läst 30 januari 2022.